# Глухих Юрій Афанасійович
Юрій Афанасійович Глухих (нар. 23 лютого 1940 — 12 січня 2018) — радянський футболіст, який виступав на позиції захисника. Відомий за виступами в українських клубах класу «Б», другої групи класу «А», та другої ліги чемпіонату СРСР.

## Клубна кар'єра
Юрій Глухих розпочав виступи на футбольних полях у дублюючому складі «Шахтар» зі Сталіно. У 1961 році футболіст грав за «Металург» з Дніпропетровськ, на той момент команду класу «Б». У 1962 році Юрій Глухих став гравцем іншої команди класу «Б» «Гірник» з Кривого Рогу, у складі якої гав до закінчення сезону 1963 року. У 1964 році Глухих, разом із Володимиром Юлигіним, Анатолієм Савіним, Левом Шишковим, Володимиром Смирновим, став гравцем команди класу «Б» «Таврія» з Сімферополя, і за підсумками сезону команда вийшла до другої групи класу «А», а Юрія Глухих включили до списку 33 кращих футболістів УРСР за сезон. Футболіста запросили до найсильнішої української команди цього часу — київського «Динамо», проте він грав виключно за дублюючий склад, і в другій половині сезону 1965 року перейшов до вінницького «Локомотива». У 1966—1967 роках Юрій Глухих грав у складі севастопольської «Чайки». У 1968 році Глухих став гравцем команди класу «Б» «Десна» з Чернігова, з якою вийшов до другої групи класу «А», проте вже сезон 1970 року знову розпочав з чернігівським клубом у класі «Б». у другій половині 1970 року грав у команді класу «Б» «Енергія» (Нова Каховка). З 1971 року грав у команді другої ліги «Фрунзенець» із Сум. Завершив виступи на футбольних полях Юрій Глухих після закінчення сезону 1973 року. Помер колишній футболіст 12 січня 2018 року.